# شامی کاپور
شامی کاپور یکی از هنرپیشگان معروف دههٔ ۵۰ و ۶۰ میلادی سینمای هند با نام تولد (شمشیر راج کاپور) که در ۲۱ اکتبر ۱۹۳۱ در شهر بمبئی کشور هندوستان زاده شد.

## زندگی‌نامه
شامی کاپور در خانوادهٔ هنرپیشه چشم به جهان گشود، پدر او پریتویراج کاپور از بازیگران معروف سینمای هند بود. مادرش رام‌شرنی کاپور نام داشت. برادر بزرگ‌تر او راج کاپور نام داشت که در سینمای هند و جهان چهرهٔ شناخته شده و محبوب است.
برادر کوچک‌تر او شاشی کاپور نام دارد که او نیز از هنرپیشگان سرشناس دهه‌های ۶۰ و ۷۰ میلادی بود. همسر او (گیتا بالی) نام داشت. شامی کاپور در ۱۴ اگوست ۲۰۱۱ در سن ۷۹ سالگی به علت نارسایی کبدی درگذشت. شامی کاپور دو فرزند به نام‌های ادیتا راج کپور و کنچن دیسای به یادگار مانده‌است.

## کارنامه هنری
کاپور زندگی هنری‌اش را با فیلمی به نام تٌم سا نهی دیکها Tumsa Nahin Dekha { مثل تو ندیدم } (۱۹۵۷) به کار گردانی ناصر حسین آغاز کرد که از همان ابتدا نظر منتقدین سینما را به خودش جلب کرد
اودر سال ۱۹۶۸ موفق به دریافت جایزهٔ بهترین هنرپیشهٔ نقش اول برای بازی در فیلم (بهرم مچاری) (Brahmachari) (همیشه مجرد) شد و همچنین در سال ۱۹۸۲ جایزهٔ بهترین نقش مکمل مرد را برای بازی در فیلم (ویدهاتا) (ناجی) (Vidhaata) دریافت کرد.

## فیلم‌شناسی
فهرست برخی از فیلم‌هایی که شامی کاپور در آن‌ها به ایفای نقش پرداخته است:
- هدف
- روشنایی
- و عشق اتفاق افتاد
- شاهزاده
- نمک
- استاد لاف زدن
- میهن‌پرست
- بی‌تاب
- افسانه عشق
- کتاب مقدس عشق
- الله رکا
- برهماچاری
- گردش
- جان من قبول کن
- بیمار عشق
- شجاعت و تلاش
- سانسور
- سبک
- جنگلی
- جوانه کشمیر
- لاکشمن رکها
- طبقه سوم
- آشکارا
- وحشت
- مست قلندر
- بخشش
- سنگ و زمرد
- شالیمار
- دوست‌پسر
- میرا
- قانون
- قول می‌دهم
- همسر و همسر
- سوامی ویوکاناندا
- وای! تو دیگه کی هستی
- دلم دیوانه تو
- اجازه
- جانور
- چه احمقی
- احساس
- آهسته آهسته
- بی‌ادب
- بخشنده